# Marco Antonio Ortega Cotano
Marco Antonio Ortega Cotano (Sevilla, 27 d'agost de 1976) és un futbolista andalús, que ocupa la posició de defensa.

## Trajectòria
Després de destacar al filial del Reial Betis i al Jerez, a l'estiu del 2002 recala al Ciudad de Murcia, amb qui puja a Segona Divisió. A la categoria d'argent hi disputa només dos partits, i a la temporada següent, la 04/05, fitxa pel Nàstic de Tarragona.
Amb el conjunt català hi qualla una bona temporada, però les dues posteriors hi serà suplent. El Nàstic hi puja a primera divisió el 2006 i el defensa sevillà apareix en 14 partits de la màxima categoria. L'estiu del 2007 recala al Granada 74 CF, que el cedeix a la SD Ponferradina al mercat d'hivern.
Posteriorment, la carrera de l'andalús prossegueix per equips més modestos, com l'Águilas CF i de nou el Jerez CF.